# Paraphylax samoanus
Paraphylax samoanus är en stekelart som först beskrevs av David Timmins Fullaway 1940. 
Paraphylax samoanus ingår i släktet Paraphylax och familjen brokparasitsteklar. Inga underarter finns listade i Catalogue of Life.